# Norma Snitkowsky
Norma Snitkowsky é uma enxadrista brasileira, vice-campeã do Campeonato Brasileiro Feminino de Xadrez e, 1973, 1975 e 1979.
Em 1975, em Fortaleza , Norma Snitkowsky participou do Torneio Zonal Sul-Americano do Campeonato Mundial Feminino de Xadrez e ficou em 3º lugar. Ela participou de 3 edições das Olimpíadas de Xadrez em 1974, 1978 e 1984.